# Bilieu
Bilieu is een gemeente in het Franse departement Isère (regio Auvergne-Rhône-Alpes). De plaats maakt deel uit van het arrondissement La Tour-du-Pin. Bilieu telde op 1 januari 2022 1.601 inwoners.

## Geografie
De oppervlakte van Bilieu bedroeg op 1 januari 2022 6,71 vierkante kilometer; de bevolkingsdichtheid was toen 238,6 inwoners per km².

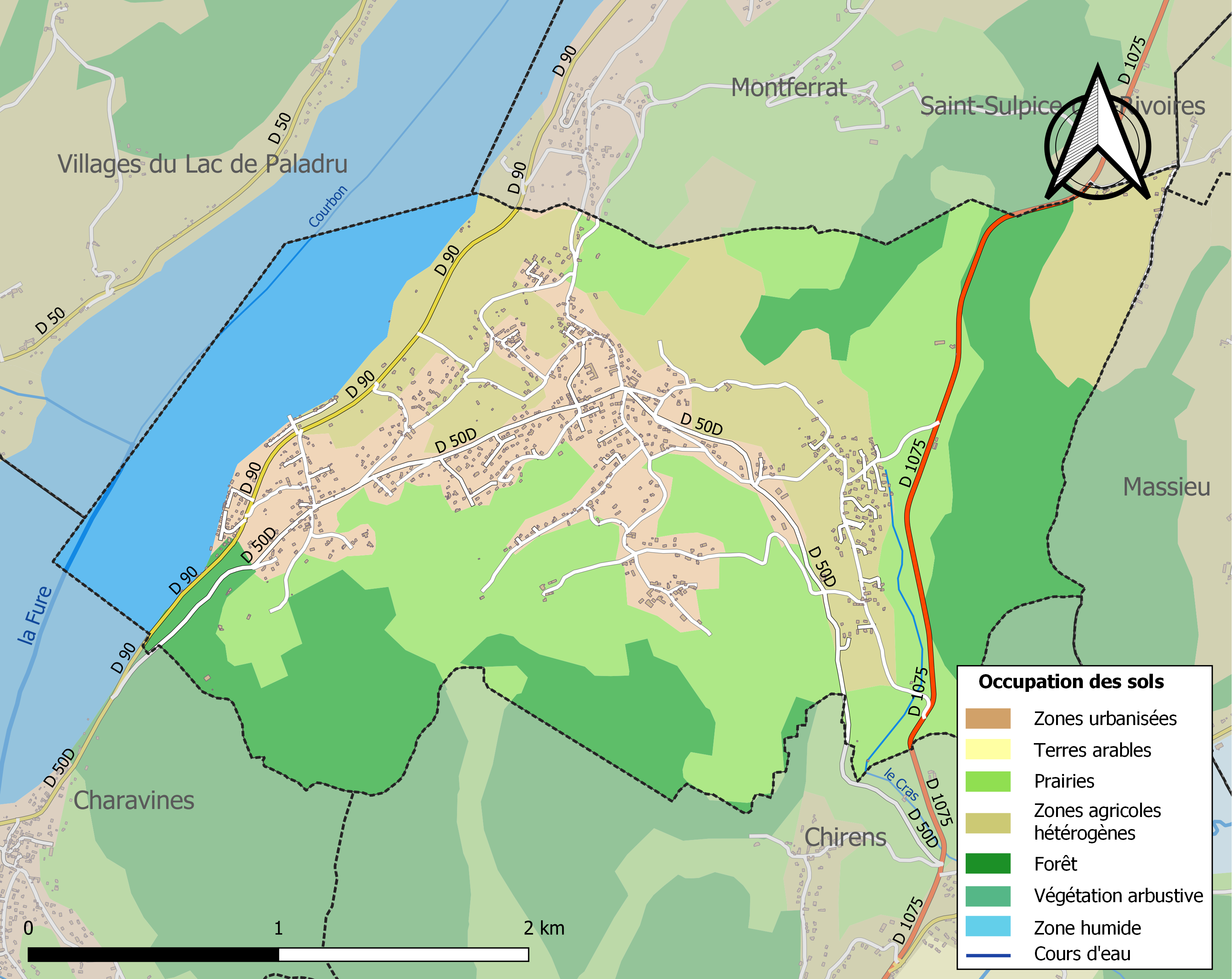
Kaart van de gemeente met de belangrijkste infrastructuur, bodemgebruik en omliggende gemeenten

## Demografie
Onderstaande figuur toont het verloop van het inwonertal (bron: INSEE-tellingen).